# Lastovo

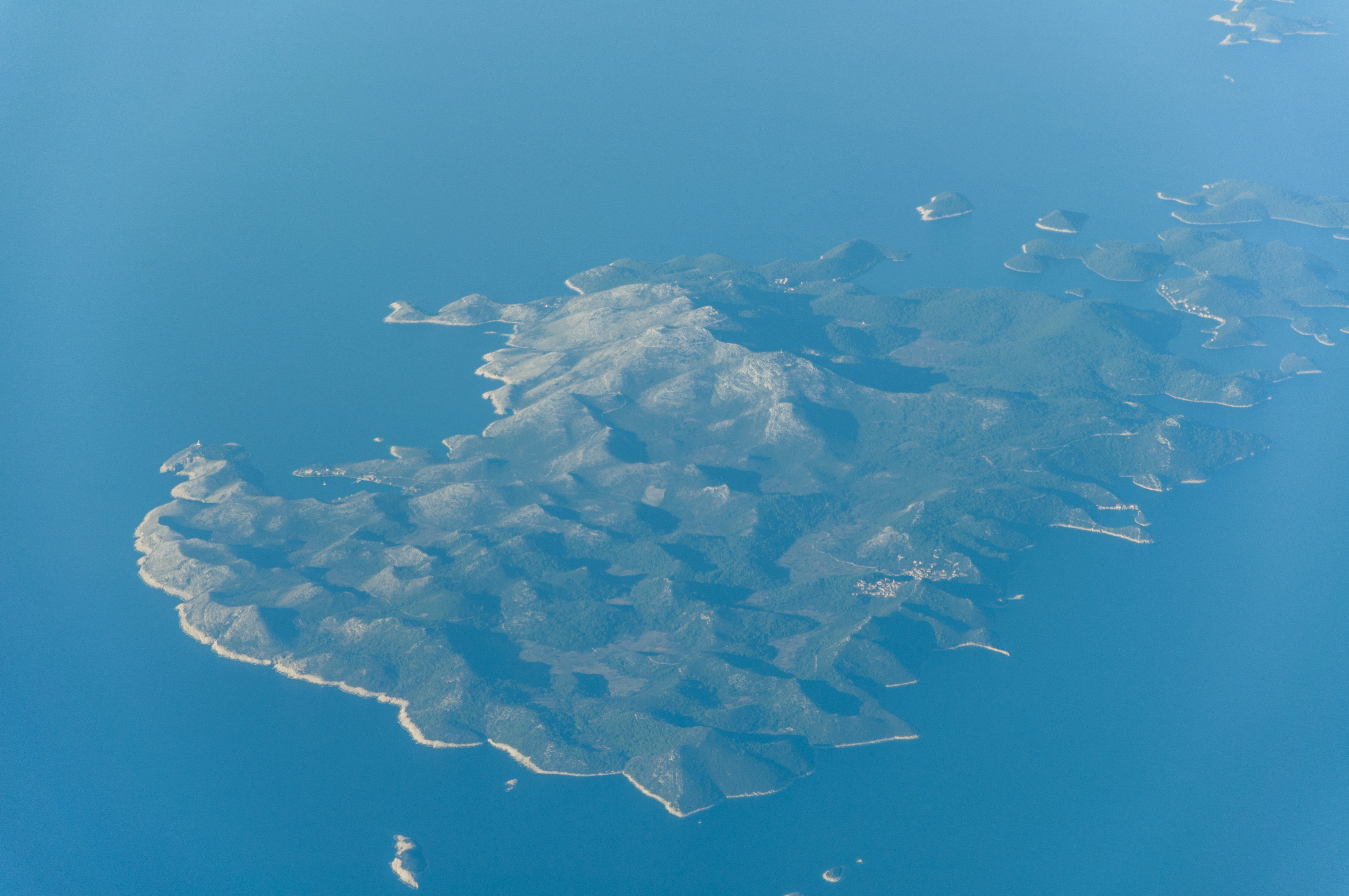
Lastovo

Lastovo (Italiaans: Lagosta; Duits: Augusta) is een eiland gelegen in de Adriatische Zee voor de kust van Dalmatië (zuid Kroatië) en behoort tot de zuid Dalmatische eilandengroep. Lastovo heeft een oppervlakte van 53 km². Het hoogste punt van het eiland ligt op 417 meter. Lastovo heeft 1228 inwoners in Lastovo en Ubli.

## Landschap
Lastovo heeft een mediterrane vegetatie met een landschap van wijn- en olijfgaarden.

### Geschiedenis
In de middeleeuwen behoorde Lastovo onder het gezag van de republiek Dubrovnik. Na de Tweede Wereldoorlog en tot 1990 was Lastovo een militaire basis.

### Onderwaterwereld
Het eiland staat tevens bekend om zijn onderwaterwereld en vismogelijkheden mede dankzij het diepe, schone en heldere water. Het kent 2 grote baaien: Skrivena luka (zuiden van het eiland) tussen de kaap van Strizevo en de kaap van Veliko. De andere baai is Veli Lago en Mali Lago, baaien die zijn verbonden door een nauwe doorgang.

### Toerisme
Lastovo is een ideale bestemming voor een vreedzame vakantie, ver van de drukte en de toeristen. Er zijn faciliteiten zoals hotels en appartementen, de eigen keukenspecialiteit kreeft, exclusieve wijnen, sport- en recreatiemogelijkheden, windsurfen en vissen. Speciale attracties zijn de bootexcursies naar de eilanden van de Lastovo archipel, met zwemmen en vispicnick-mogelijkheden.

### Bereikbaarheid
Lastovo is bereikbaar met een dagelijkse veerverbinding van de maatschappij Jadrolinija vanaf Split. De reistijd bedraagt ongeveer 04h30, met tussenstop in Vela Luka (op het eiland Korcula). De veerboot legt aan in het haventje van Ubli, van waaruit een plaatselijke lijnbus de verbinding met de 9km verderop gelegen hoofdplaats Lastovo verzekert.
Sinds het faillissement van European Coastal Airlines is het eiland niet meer bereikbaar met het vliegtuig.